# Confiture de sureau

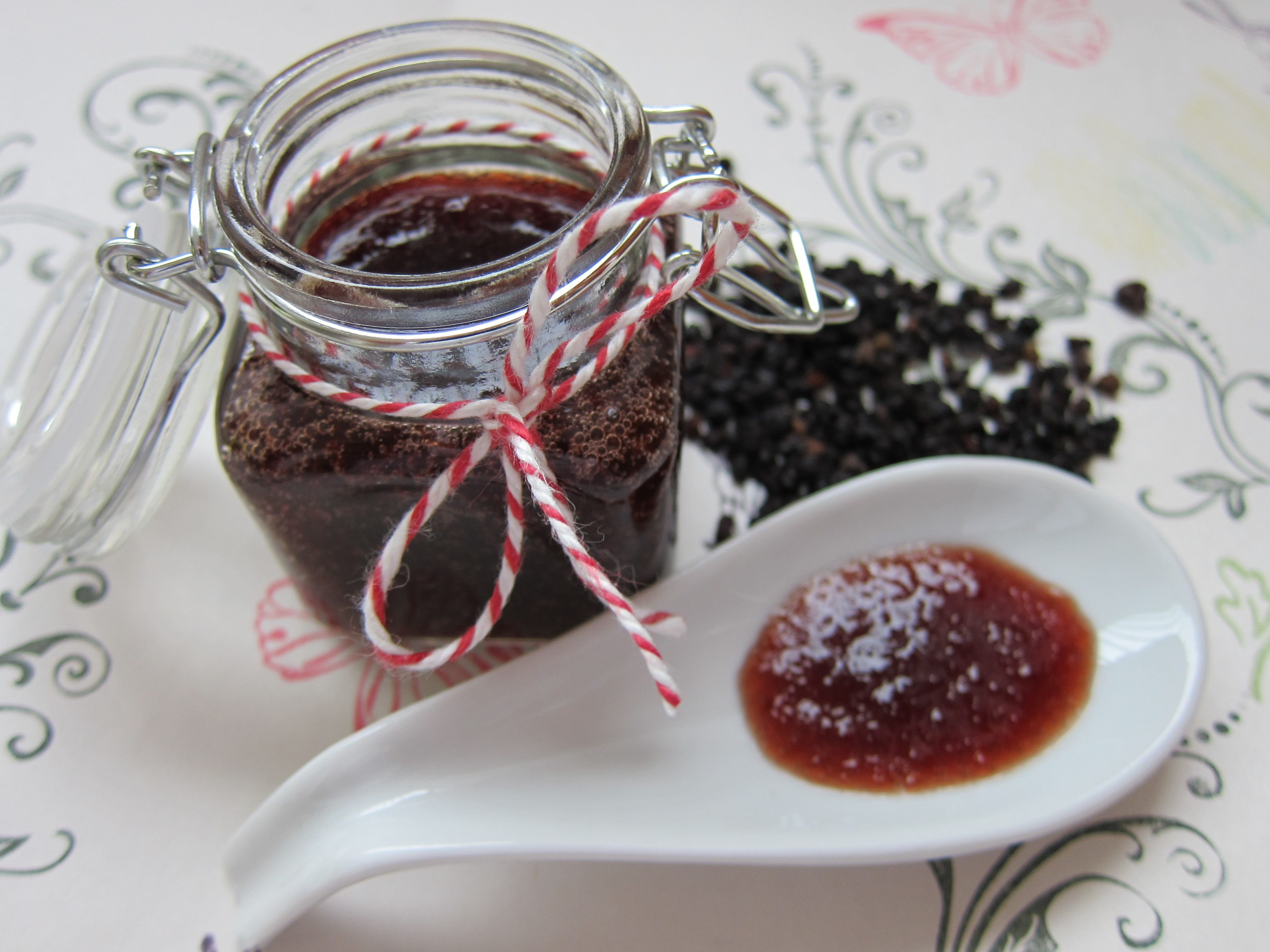
Confiture de sureau.

La confiture de sureau est une confiture élaborée généralement avec des baies de Sureau noir (Sambucus nigra), un sureau arborescent très répandu, qui existe sous la forme de trois sous-espèces : 
1. S. nigra L. ssp. nigra,
2. S. nigra L. ssp. canadensis,
3. S. nigra L. ssp. cerulean.

Crues, les baies de sureau sont laxatives, et crues et à haute dose, elles causent des nausées et vomissements. Leur cuisson élimine l'alcaloïde responsable de ces troubles digestifs. 
La composition chimique des fruits du sureau peut varier selon le climat, le micro-climat et le contexte édaphique.
L'espèce doit être identifiée avec certitude, car l'ingestion des fruits du sureau hièble peut être dangereuse, notamment pour les enfants.

## Historique
Avant d'être utilisé en confiture, les baies de sureau étaient consommées pour des usages médicinaux en ce que l'on appelait un « rob », ou un « suc épaissi », avec en fin de préparation, l'ajout de miel ou de sucre[réf. nécessaire].
Les fleurs et les baies — cuites — de sureau sont réputées présenter des vertus de guérison (antivirales, et anti-grippale notamment) ; 

## Identification des baies de sureaux à confiture

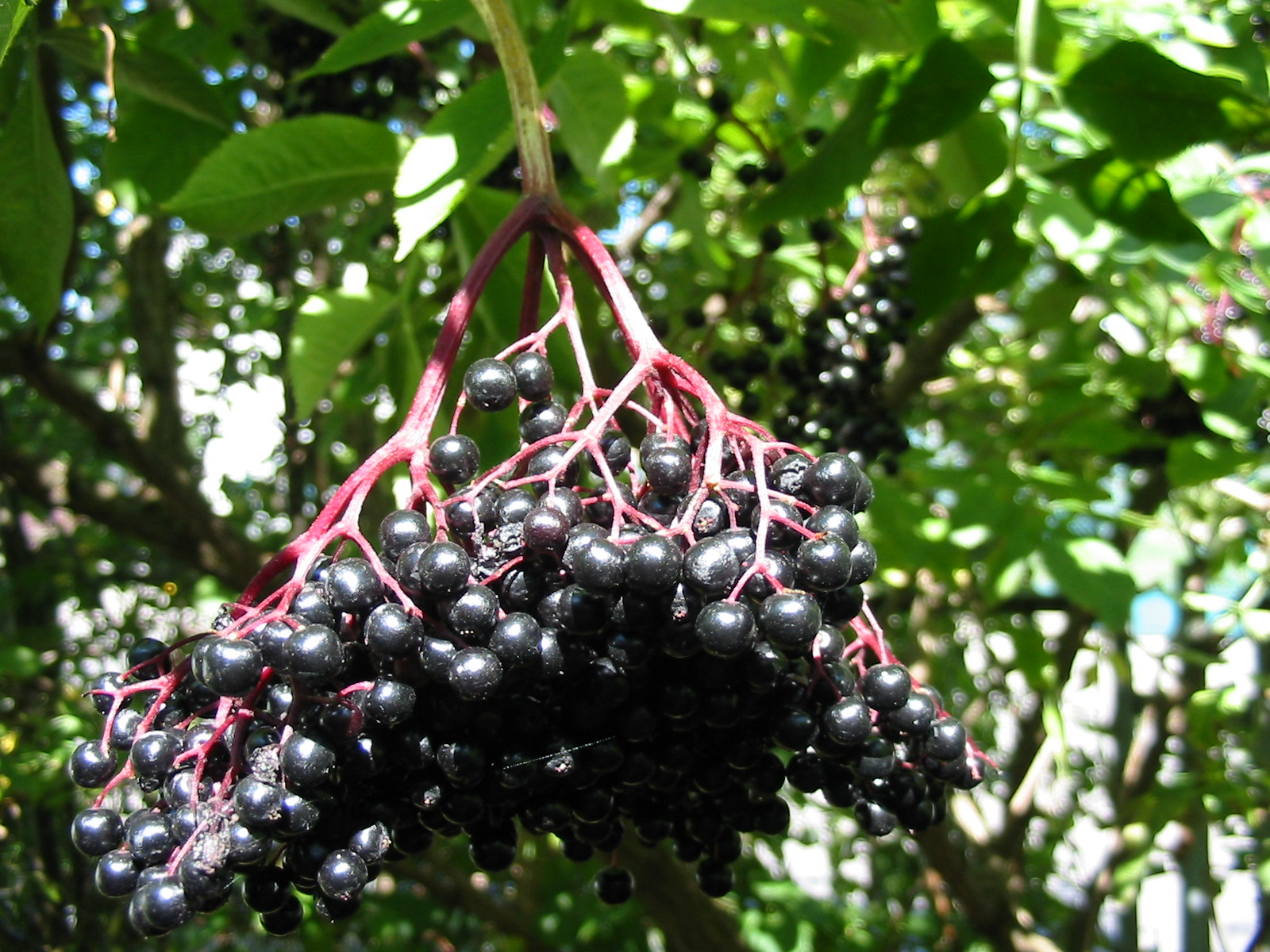
Baies de Sureau noir (Sambucus nigra), prêtes à cueillir.

Le Sureau noir, le vrai, est un petit arbre de 2 à 7 m qui produit au moment de la fructification des ombelles de baies noires qui pendent vers le sol. Cet arbre est aussi connu sous le nom d'« arbre à fées »,. Les baies de sureau noir se récoltent l'été lorsqu'elles sont bien noires, donc suffisamment mûres. Originaire d'Europe, il s'est répandu un peu partout dans le monde.  
Dans une moindre mesure, on peut aussi faire de la confiture avec des baies de deux autres espèces sureaux :
1. Le Sureau rouge (Sambucus racemosa) préfère une climat plus frais et même montagnard. C'est un arbuste ne dépassant guère 4 m de haut, qui fleurit d'avril-mai en Europe et donne des baies d'un rouge vif, très acides et vomitives si consommées crues ou pas assez mûres[7]. On le rencontre principalement en Amérique du nord et en Europe[8].
2. Le Sureau du Canada (Sambucus canadensis), appelé aussi Sureau blanc ressemble beaucoup au Sureau noir, avec des panicules retombantes sous le poids des baies pourpres à noir. Là encore, les baies sont consommables uniquement bien mûres[9]. Originaire d'Amérique, on le rencontre aussi au centre de l'Afrique et en Asie du sud-est[10].

## Principe

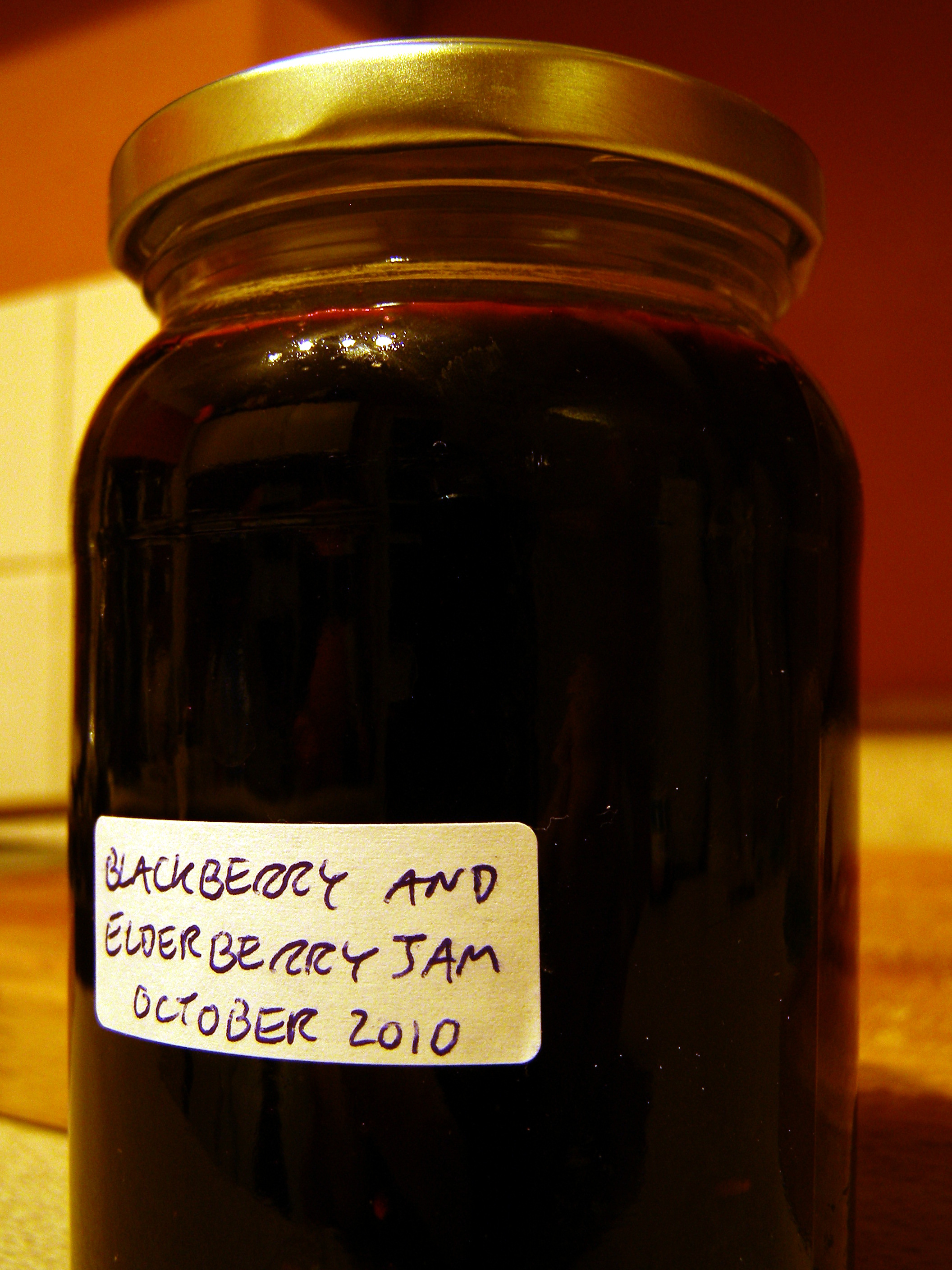
Confiture de mûre et sureau.

Avec un sachet de pectine, il est possible de réaliser une gelée de sureau. 
Remarque : Les fleurs de sureau noir peuvent être utilisées pour faire des sirops, des gelées et aromatiser des préparations culinaires (desserts en général), en veillant à ne pas y intégrer d'autres parties de la plante, qui en raison d'une teneur élevée en glycosides cyanogéniques sont toxiques. 

## Précautions
Pour réaliser les confitures de fruits du sureau noir ou rouge, il convient de prendre des précautions.
Il faut prendre garde surtout à ne pas confondre ces espèces à baies comestibles avec le Sureau yèble (Sambucus ebulus), une plante toxique qui fait moins de 2 m de haut, dont les bouquets de baies noires se dressent vers le ciel au lieu de s'incliner vers le sol, qui ne forme pas de bois et disparaît en hiver,.
Les fruits pas assez murs sont plus ou moins toxiques, de même que les autres parties de ces plantes. Une cuisson assez longue est nécessaire.